# Лахтионов, Константин Алексеевич
Константин Алексеевич Лахтионов (род. 23 июня 1971, Котлас, Архангельская область) — российский самбист и дзюдоист, чемпион и призёр чемпионатов России по самбо, призёр чемпионатов России по дзюдо, чемпион мира по самбо, мастер спорта России международного класса.
Участник эстафеты олимпийского огня зимних Олимпийских игр 2014 в Сочи.
В 2014 году в Печоре прошёл республиканский турнир по самбо на призы Константина Лахтионова.

## Спортивные результаты
- Чемпионат России по самбо 1993 года — ;
- Чемпионат России по самбо 1997 года — ;
- Чемпионат России по дзюдо 1997 года — ;